# 埃尔德菲尔
埃尔德菲尔（Eldfell）是冰岛赫馬島上的一个火山锥，高约200米。1973年1月23日，位於赫馬島上的一座火山爆發，埃尔德菲尔就是在此時形成。當時火山爆发後大约400所房屋被摧毁，岛上大部分地区被火山灰覆盖。 